# Claudio Reyna
Claudio Reyna, född den 20 juli 1973 i Livingston i New Jersey, är en amerikansk före detta professionell fotbollsspelare som under spelarkarriären bland annat spelade för Bayer Leverkusen och VfL Wolfsburg i Tyskland, Rangers FC i Skottland samt Sunderland och Manchester City i England. Mellan 1994 och 2006 spelade han 111 matcher och gjorde åtta mål för USA:s landslag.
I maj 2013 påbörjade Reyna en ny karriär när han utsågs till den första klubbchefen (director of football operations) i den nygrundade fotbollsklubben New York City FC i Major League Soccer (MLS).